# Orson Scott Card
Orson Scott Card, ameriški pisatelj, publicist in dramatik, * 24. avgust 1951, Richland, Washington, Združene države Amerike.
Najbolj znan je kot avtor znanstvenofantastičnih del na čelu z romanom Enderjeva igra (1985) s prvim nadaljevanjem, romanom Speaker for the Dead (1986), za katera je kot edini avtor doslej dve leti zapored prejel obe najpomembnejši nagradi na področju znanstvene fantastike, huga in nebulo. Hkrati je izpričan mormon, aktiven član Cerkve Jezusa Kristusa svetih iz poslednjih dni, ki pogosto deli svoje mnenje o družbenih vprašanjih v obliki kolumen, esejev ipd. Kontroverzna so zlasti njegova odklonilna stališča glede homoseksualnosti in legalizacije istospolnih zakonskih zvez v ZDA.
Odraščal je v globoko verni mormonski družini, kot prapravnuk mormonskega preroka Brighama Younga, kar bolj ali manj neposredno predstavlja temelj njegovih stališč in zgodb. V mladosti je nekaj let deloval kot misijonar v Braziliji, v tem obdobju je tudi začel ustvarjati, sprva drame z versko vsebino. Napisal je tudi nekaj kratkih zgodb, a je njegova pisateljska kariera stagnirala, dokler ni opozoril nase z zgodbo Enderjeva igra, ki je leta 1977 izšla v reviji Analog Science Fiction and Fact in jo je kasneje razširil v svoj najbolj znani roman. Poleg serije o Enderju Wigginsu, najstniku, ki kot genialen taktik premaga nezemeljsko raso žuželkam podobnih bitij, je ustvaril večje število romanov, kratkih zgodb, dram in drugih del, ki pa niso dosegla tolikšne prepoznavnosti. Kot avtor se je podpisoval s psevdonimi Frederick Bliss, Brian Green, P.Q. Gump, Dinah Kirkham, Scott Richards in Byron Walley.
Poleg ustvarjanja deluje kot profesor kreativnega pisanja na manjšem zasebnem kolidžu Univerza Južne Virginije.